# Województwo tarnowskie
Województwo tarnowskie – województwo ze stolicą w Tarnowie, jedno z 49 istniejących w latach 1975–1998, położone w południowo-wschodniej części Polski. Graniczyło z województwami: krakowskim, kieleckim, tarnobrzeskim, rzeszowskim, krośnieńskim i nowosądeckim. Od 1999 gminy tego województwa znajdują się w województwach: małopolskim i podkarpackim.

## Urzędy Rejonowe
- Urząd Rejonowy w Bochni dla gmin: Bochnia, Lipnica Murowana, Łapanów, Nowy Wiśnicz, Rzezawa, Trzciana i Żegocina oraz miasta Bochni
- Urząd Rejonowy w Brzesku (od września 1997)[1] dla gmin: Borzęcin, Brzesko, Czchów, Dębno, Gnojnik, Iwkowa i Szczurowa
- Urząd Rejonowy w Dąbrowie Tarnowskiej dla gmin: Bolesław, Dąbrowa Tarnowska, Gręboszów, Mędrzechów, Olesno, Radgoszcz, Szczucin, Wadowice Górne i Wietrzychowice
- Urząd Rejonowy w Dębicy dla gmin: Brzostek, Czarna, Dębica, Jodłowa, Pilzno, Radomyśl Wielki i Żyraków oraz miasta Dębicy
- Urząd Rejonowy w Tarnowie dla gmin: Ciężkowice, Gromnik, Lisia Góra, Pleśna, Radłów, Ryglice, Rzepiennik Strzyżewski, Skrzyszów, Szerzyny, Tarnów, Tuchów, Wierzchosławice, Wojnicz, Zakliczyn i Żabno oraz miasta Tarnowa

## Największe miasta

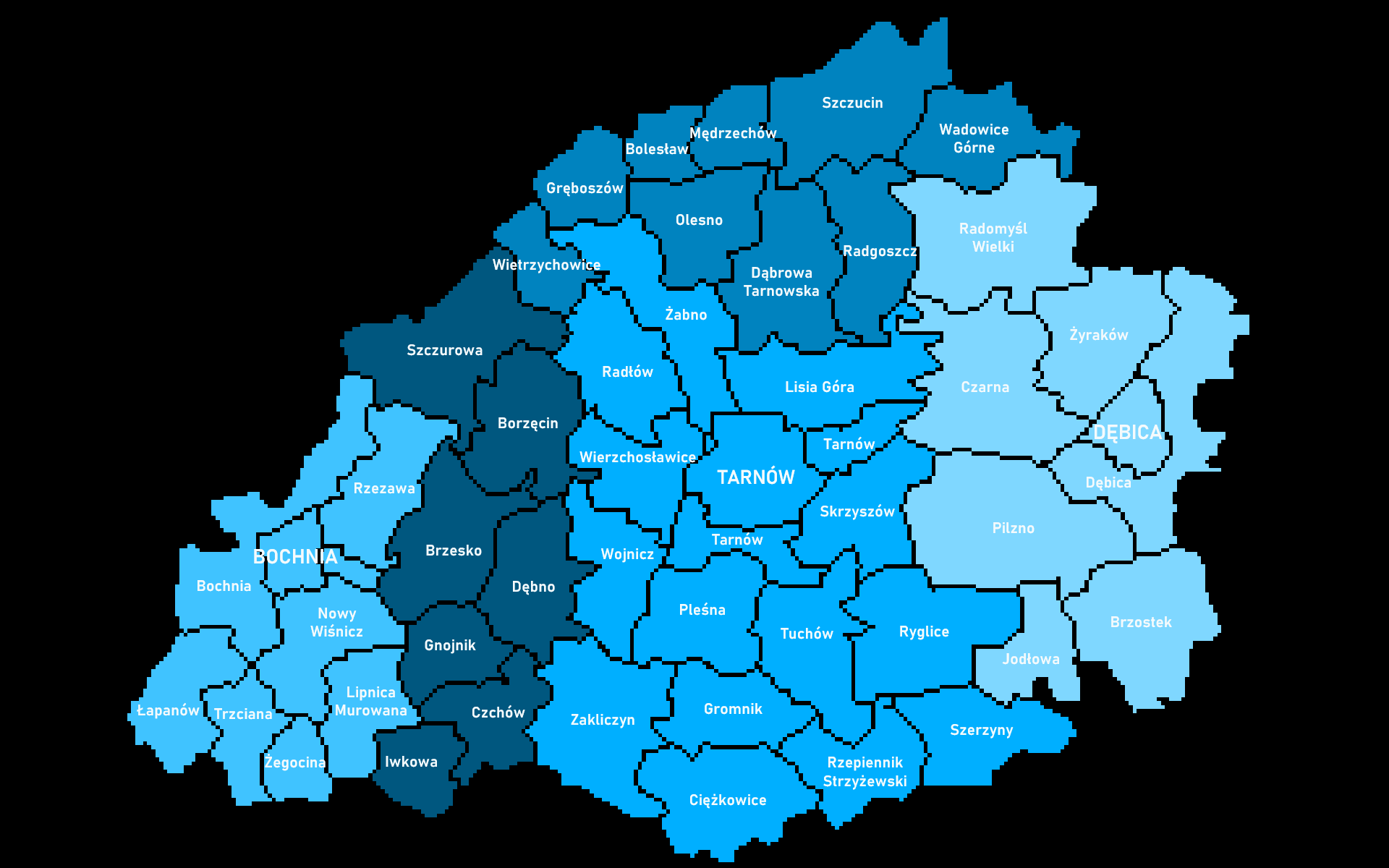
Podział województwa tarnowskiego na rejony: bocheński, brzeski, dąbrowski, dębicki i tarnowski

Liczba ludności 31.12.1998:
- Tarnów – 121 494 osoby,
- Dębica – 49 107 osób,
- Bochnia – 29 887 osób,
- Brzesko – 17 859 osób,
- Podział województwa tarnowskiego na rejony: bocheński, brzeski, dąbrowski, dębicki i tarnowski Dąbrowa Tarnowska – 11 178 osób.

## Ludność w latach
| Rok                    | Liczba mieszkańców |
| ---------------------- | ------------------ |
| 1975 (31 grudnia)      | 577,9 tys.         |
| 1976 (31 grudnia)      | 585 tys.           |
| 1977 (31 grudnia)      | 589,1 tys.         |
| 1978 (spis powszechny) | 596 939            |
| 1978 (31 grudnia)      | 597,1 tys.         |
| 1979 (31 grudnia)      | 601,9 tys.         |
| 1980 (31 grudnia)      | 607 tys.           |
| 1983 (31 grudnia)      | 627,6 tys.         |
| 1985 (31 grudnia)      | 641,5 tys.         |
| 1986                   | 646,9 tys.         |
| 1987                   | 651,8 tys.         |
| 1988                   | 660,8 tys.         |
| 1989 (31 grudnia)      | 666 tys.           |
| 1990 (30 czerwca)      | 668 tys.           |
| 1990 (31 grudnia)      | 670,3 tys.         |
| 1991 (31 grudnia)      | 674,6 tys.         |
| 1992 (31 grudnia)      | 683,4 tys.         |
| 1993 (30 czerwca)      | 685,2 tys.         |
| 1994 (31 grudnia)      | 690,7 tys.         |
| 1995 (30 czerwca)      | 691,7 tys.         |
| 1995 (31 grudnia)      | 693,5 tys.         |
| 1997 (31 grudnia)      | 698,5 tys.         |